# Gakuen Alice
Gakuen Alice (яп. 学園アリス Gakuen Arisu) — манга, написанная и иллюстрированная Хигути Татибана. Выпуск глав начался 19 февраля 2003 года и продолжается по сей день. На данные февраля 2012 года всего было выпущено 26 томов. Впервые главы манги публиковались в сёдзё-журнале Hana to Yume. Позже на основе сюжета манги студиями Group TAC и Aniplex был выпущен аниме-сериал, который впервые транслировался по каналу NHK с 30 октября 2004 года по 14 мая 2005 года.

## Сюжет
Микан Сакура — десятилетняя девочка, живёт вместе со своим дедом в небольшом городке в отдалённой сельской местности. Её лучшая подруга Хотару начинает посещать необычную школу в Токио и собирает деньги, чтобы спасти свою старую школу от закрытия.
Вскоре Микан, следуя за ней убегает из дома, и попадает в необычную академию Алисы, где детей учат магии и прочим необычным вещам. Микан принимают в академию и она быстро находит общий язык с новыми одноклассниками. Микан встречает там парня по имени Нацумэ Юга который обладает силой огня, хотя они сначала враждуют между собой, но быстро сближаются друг с другом и позже влюбляются. Однако вскоре счастливые дни в академии заканчиваются после того, как у директора начальной школы появились злые намерения не только против Микан, но её друзей и семьи.

## Академия
В академии Алисы ученикам преподают необычные предметы, такие как Телекинез, Левитация, создание живой куклы, и многое другое. Магия называется Алисой. Школьники делятся на 5 разных групп, по мере их способностей и приобретённых навыков. Это Скрытая группа, Техногруппа, Физикогруппа, Особая группа и Опасная Группа. Студенты в каждой группе учатся отдельно друг от друга. В школе есть начальная, средняя и высшая группа, в которой действует своя иерархия. Каждый ученик, если он хорошо учится может получать особые награды и звания. Цель академии — обучить школьников особыми волшебными способностями, чтобы те позже их использовали во благо общества. Это школа закрыта от внешнего мира и только несколько студентов имеют право входить в контакт со внешним миром. Академия располагается в массивном лесу, в центре Токио. Учителя живут всегда на территории Академии. Мало кто знает о существовании данного заведения и поэтому против академии часто организовывают заговоры. В данной академии дети могут стать жертвами жёсткого обращения или получить жёсткие наказания за проступки, так например Юка была наказана за то, что встречалась и вошла в половой контакт с учителем, позже когда академия узнала о беременности, Юку наказали, а учителя убили. С помощью брата учителя она сбежала из академии, а новорождённую Микан отправила жить к дедушке за город.

## Отличия манги от сериала
В аниме-сериале цвет волос и глаз у некоторых персонажей меняется. Сюжет сериала полностью повторяет сюжет манги до 28 главы. Однако некоторые элементы событий будут изменены или убраны. Также в сериале проблема любовного треугольника между Микан, Рука и Нацумэ не разрешается. Тайна родителей Микан и её истории семьи остаётся нераскрытым. В аниме сериале, в первом эпизоде Микан не ловит такси, чтобы добраться до академии. В сериале Рэо играет роль антагониста. Аниме не раскрывает истинные намерения директора начальной школы.

## Виды магии Алисы
Все ученики распределяются по разным классам по типу магии:
1. Вскрытый тип (яп. 潜在能力 Сэндзай-но:рёку) — самый распространённый класс. Данная магия включает в себя способность управлять элементами, телепортацию и телекинез.
2. Технологический тип (яп. 技術 Гидзюцу) — у людей с данная способность появляется, когда он долгое время занимался определённой работой, после этого человек сможет манипулировать данными вещами, например готовкой, растениями, рисованием и др.
3. Активный тип (яп. 体質 Тайсицу) — в отличие от других магий данная способность проявляется физически, например манипуляция феромонами или повышенные физические способности.
4. Особый тип (яп. 特別能力 Токубэцу-но:рёку) — это смешанный тип Алис. Сюда попадают те ученики, у которых трудно определить тип магии. Такие ученики могут совмещать способности, присущие для предыдущих групп или собственные уникальные.
5. Опасный тип (яп. 危険能力 Кикэн-но:рёку) — дополнительный тип. Ученики, входящие в этот класс, настолько сильны и опасны, что они представляют собой угрозу для школы. Сюда входят лишь 6 студентов. Представители этого класса выполняют различные миссии за пределами школы. Здесь практикуется особая магия, такая как сила смерти, владение злыми духами, управление насекомыми.

## Уровень магии Алисы
1. Детство: магия исчезает, когда ребёнок растёт и становится взрослым.
2. Расплывчатый: Магией можно пользоваться, но на слабом уровне
3. Прерывный: Магию можно уже использовать в полною мощность, но ограниченное короткое время.
4. Короткая жизнь: Магию можно использовать с полной мощностью неограниченное время. Однако тело быстро разрушается и человек может умереть ещё в раннем возрасте.

## Ранговая система
1. Ничего (0 звезд): Самый низкий ранг. Распространены в основном среди детей, с данным рангом нельзя попасть в средний класс. Средняя стипендия: 500 иен или 6 долларов
2. Простой (1 звезда): Большинство студентов носят данный ранг (например Микан). Он нужен, чтобы окончить начальный класс. Средняя стипендия: 3000 иен или 38 долларов
3. Двойной (2 звезды): студенты, который имеют ранг выше среднего (Сумирэ, Кокороёми) однако недостаточно для поступления в высший класс. Средняя стипендия: 5000 иен или 64 долларов
4. Тройной (3 звезды): Данный ранг получают преуспевающие и талантливые студенты. (Хотару, Ю, Рука) Они как правило хороши и в простых предметах и в магии. Требуется, чтобы окончить высший класс. Средняя стипендия: 10000 иен или 129 долларов
5. Особый (большая звезда) : Студенты, которые считаются лучшими из лучших в академии. Их знак имеет форму звезды в кругу. Их магия невероятно мощная. В академии всего 4 таких студента. (Нацумэ, Сицуэ и др.) Средняя стипендия: 30000 иен или 389 долларов

## Список персонажей
Микан Сакура (яп. 佐倉 蜜柑 Сакура Микан) — Главная героиня манги и сериала. В начале истории ей было 10 лет, к концу стало 12. Она жила в сельской местности с её приёмным дедом, пока она не ушла из дома, чтобы найти свою лучшую подругу, которую забрали в элитную школу Алис, и случайно попадает в академию, где обучают владению Алис. Там Микан обнаруживает в себе способности к Алис и тоже становится ученицей. Имеет способность нейтрализации. Сначала новые одноклассники относятся к ней со скептицизмом, но благодаря её доброму и наивному характеру она быстро находит с ними общий язык. Микан, несмотря на ссоры с Нацумэ, влюбляется в него. В 100 главе она узнает, что директор старшей школы является её дядей по отцовской линии, а её мать Юка отказалась от неё в детстве, чтобы защитить её от академии. Поэтому Микан является объектом нежелательного внимания со стороны начального отделения академии, который хочет забрать её магию Алис. Позже Микан обнаруживает, что её магия работает с перебоями а в 166 главе, она использует последние остатки магии, чтобы спасти Нацумэ от смерти.
Сэйю: Кана Уэда
Хотару Имаи (яп. 今井 蛍 Имаи Хотару) — лучшая подруга Микан. Они встретились в четвёртом классе, когда Хотару перевели в класс Микан в её родном городе из предыдущей школе. Сначала Микан не нравилась Хотару из-за очень серьёзного характера. Однако, когда он решили принять вместе участие в конкурсе по танцу и выиграли, то после этого подружились и стали лучшими подругами. Они всё время ссорятся из-за разных мнений. Но несмотря на ссоры между Микан и Хотару образовалась особая неразрывная связь, как между старшей и младшей сестрой. Хотару всегда защищает Микан, заботится о ней и любит видеть её улыбку. Так например, когда она бьет очередных хулиганов за то, что те издевались над  Микан, Хотару говорит, что только она имеет право расстраивать Микан. У неё есть плохая черта характера — тайно фотографировать людей, а потом шантажировать их. У Хотару есть брат — Субару. Сначала, могло показаться, что у них были довольно таки холодные отношения, но позже становится ясно, что они заботятся друг о друге. Она мечтает создать свой собственный бизнес по продаже новых изобретений. У Хотару тройной ранг.
Сэйю: Риэ Кугимия
Нацумэ Хюга (яп. 日向棗 Хю:га Нацумэ) — один из главных героев манги и сериала. Однажды он пытался сбежать из академии, но из-за Микан был схвачен. После этого он возненавидел Микан, стал ей угрожать и даже снял с неё юбку (в манге нижнее бельё). До вступления в академию жил вместе с отцом и младшей сестрой, потому что его мать погибла в автомобильной аварии когда он был маленьким. Он прибыл в академию в возрасте 8 лет, вместе с Рукой, его лучшим другом. Он имеет особый ранг и владеет огненной магией. Очень агрессивно использует магию, за что многие учителя и студенты ненавидят его но он имеет собственных поклонников. Однажды его ложно обвинили в умышленном поджоге. Из-за того, что он злоупотребляет энергией, физически слаб и страдает разными болезнями. Часто после чрезмерного использования магии попадает в больницу. Он очень спокойный и холодный, однако готов пожертвовать собой ради спасения близких, сначала Руку, позже Микан. Раньше он не любил Микан, но позже влюбляется в неё.
Сэйю: Роми Паку
Рука Ноги (яп. 乃木 流架 Ноги Рука) — лучший друг Нацумэ. Он наполовину японец и француз. Ещё в детстве он подружился с Нацумэ, так как они вместе владели Алис. Когда Нацумэ обвинили в умышленном поджоге, Рука единственный поверил другу и поддерживал его. Несмотря на разные характеры они лучшие друзья. В то время как Нацумэ — холодный и грубый, Рука — тёплый и приятный. Позже, они оба дружатся с Микан. Он, как и Нацумэ, влюбляется в Микан, и так образуется любовный треугольник. Однако он добровольно отказывается от этого, признаваясь, что Нацумэ нуждается в ней больше, чем Рука. Он мечтает стать ветеринаром. У него есть магическая способность общаться с животными. Имеет тройной ранг.
Сэйю: Мива Ясуда
Ю Тобита (яп. 飛田 裕 Тобита Ю:) — один из главных героев манги и сериала. Обладает магией иллюзии. Во время фестиваля Алисы, его иллюзии были главным хитом. По словам Нацумэ и Руки с его силами невозможно считаться. Он с первого взгляда влюбляется в Микан и начинает приставать и ухаживать за ней. Однако позже он решает не следовать слепо своим чувствам и остаётся хорошим другом для Микан. Он входит в класс скрытых способностей и имеет тройной ранг.
Сэйю: Фуюка Ора
Сумирэ Сёда (яп. 正田　スミレ Сё:да　Сумирэ) — самопровозглашённый президент фан-клуба Нацумэ и Руки. Она очень гордая, властная но и глуповатая. Умеет играть на скрипке и имеет волшебную кошку-собаку, с помощью её ушей и усиков может следить за другими. Она считает, что те, кто плохо обращается со своей магией — позор академии. Несмотря на свою гордость, стесняется показывать на людях свою магию. Микан, Нацумэ и Кокоро называют её прозвищем «Пэрми». У неё двойной ранг. Сначала она враждебно относилась к Микан из-за большого внимания Нацумэ и Руки с её стороны, но позже тоже дружится с Микан. У неё есть некие чувства к Коко, однако сюжет не раскрывает это.
Сэйю: Тива Сайто
Цубаса Андо (яп. 安藤 翼 Андо: Цубаса) — студент среднего отделения. Один из первых, кто встретил Микан. Он очень добродушно встретил её и спас от хулиганов. Между ними очень близкие отношения, как между братом и сестрой. Зная о любовном треугольнике между Микан, Нацумэ и Рукой он часто начинал их дразнить. Ранее он был в специальном классе, но был переведён в класс опасных, хотя он скрывает этот факт от Микан. В 131 главе он признается, что любит Мисаки и предлагает ей стать его девушкой. У него двойной ранг, но он был занижен из-за наказания.
Сэйю: Макото Нарусэ
Рэо Мори (яп. 毛利 玲生 Мо:ри Рэо) — выпускник академии и позже стал международной знаменитостью. Во время церемонии открытия пытался похитить Нацумэ из больницы. Он даже пытался украсть Микан, узнав, что она дочь Юки. Позже, в аниме, с помощью Руки снова пытался похитить Нацумэ. Мечтает отомстить академии. Является главным антагонистом в аниме.
Сэйю: Кэнъити Судзумура
Ноноко Огасавара (яп. 小笠原 野乃子 Огасавара　Ноноко) — одна из одноклассниц Микан. Младше её на 1 академический год. У неё есть магическая способность к химии и поэтому она любит экспериментировать с опасными веществами. Ноноко родом из богатой и благородной семьи. Она входит в Технокласс. Как и Микан, у неё простой ранг.
Сэйю: Ай Нонака
Анна Умэномия (яп. 梅ノ宮 アンナ Умэномия　Анна) — розововолосая одноклассница Микан. Она обладает магической способностью к готовке и всегда готовит изысканные блюда для своих друзей. Её часто можно увидеть с Ноноко и она влюблена в Мисаки-сэнсэй. У неё есть сестра по имени Мируку, у которой такая же магия как и у Анны. Входит в технокласс. У неё обычный ранг как и у Микан и Ноноко.
Сэйю: Риэ Канда
Кокороёми-кун (Коко) (яп. 心読み君) — мальчик из того же класса что и Микан. Умеет читать мысли и ум человека, заставляя его повторять их вслух, и часто создавая тем самым дурные ситуации. Однажды таким способом он атаковал Микан. Он всегда ходит с улыбкой на лице и в детстве решил, что будет ко всем равнодушным. Однако он питает тёплые чувства к Сумирэ, но постоянно дразнит её. Коко принадлежит ко Вскрытому классу. Имеет средний ранг.
Сэйю: Мэгуми Мацумото

## Фанбук
Официальный фанбук под названием Gakuen Alice SP был опубликован в мае 2007 года. Он описывает сюжет манги до седьмой главы. Второй фанбук был опубликован в ноябре 2011 года, здесь описываются события до 25 главы.

## Игры
На основе манги были созданы 3 видео-игры. Первая игра под названием ~Kira Kira Memory Kiss~ вышла 22 июня 2006 года для PlayStation 2 в Японии. Также была выпущена игра для игровой консоли Game Boy Advance под названием Gakuen Alice ~Doki Doki Fushigi Taiken~, 19 апреля, 2007 году для Nintendo DS вышла игра под названием Gakuen Alice: Waku Waku Happy Friends в Японии.